# Camera Work

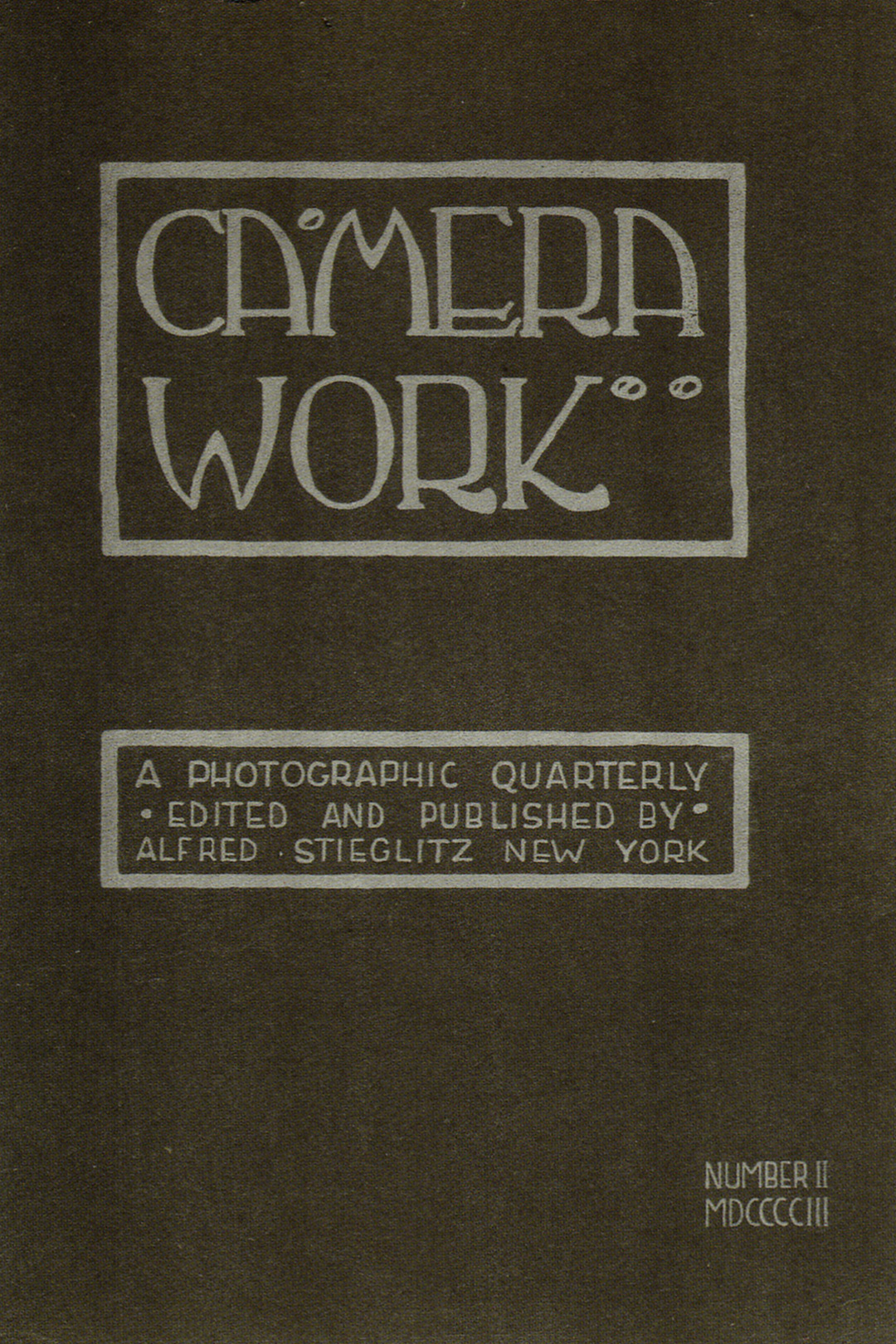
Omslag på Camera Work från 1903, tidskriften som med tiden fick fotografi erkänt som en egen konstart. Tidningen distribuerades från Galleri 291.

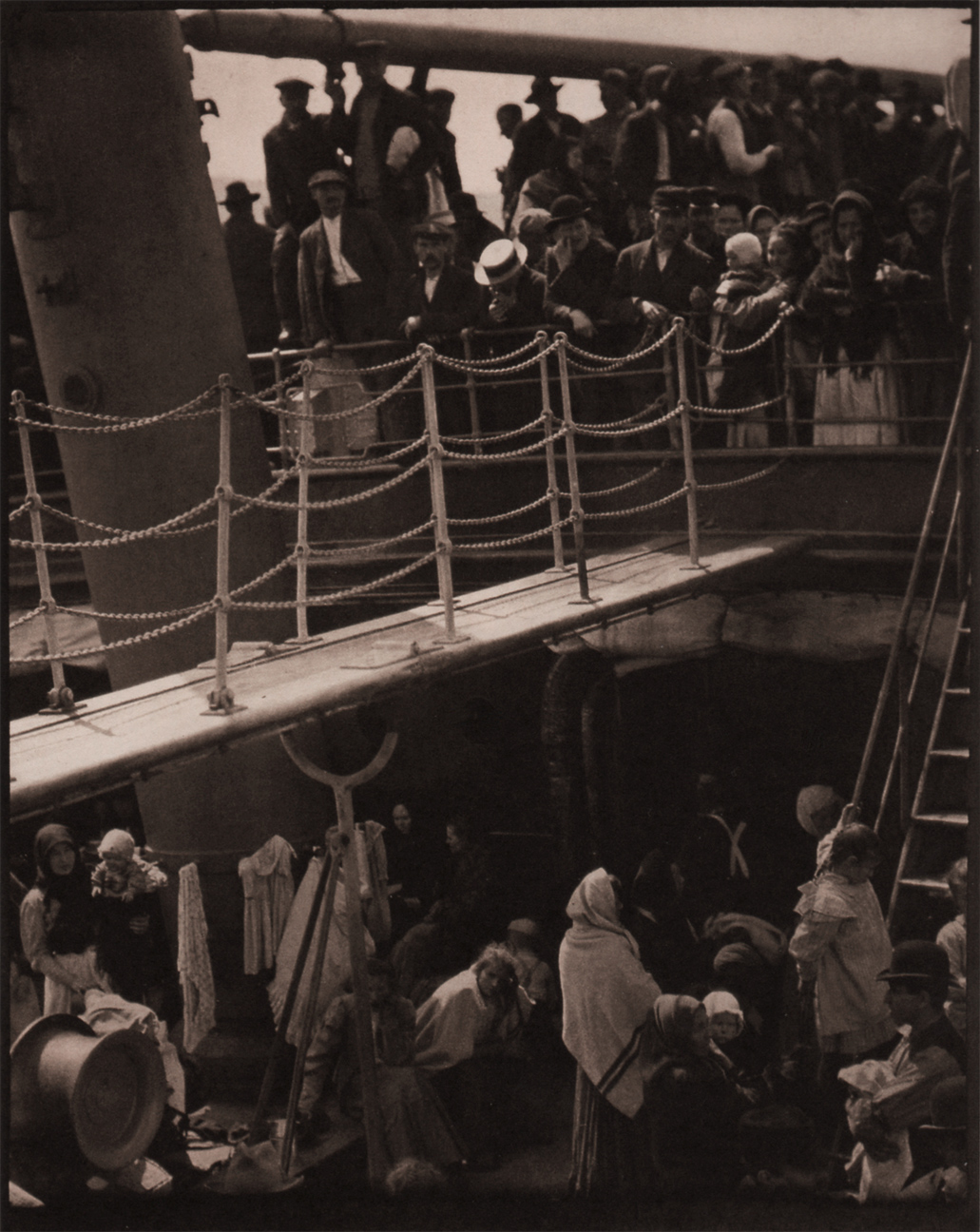
The Steerage, av Alfred Stieglitz. Camera Work No 36, 1911

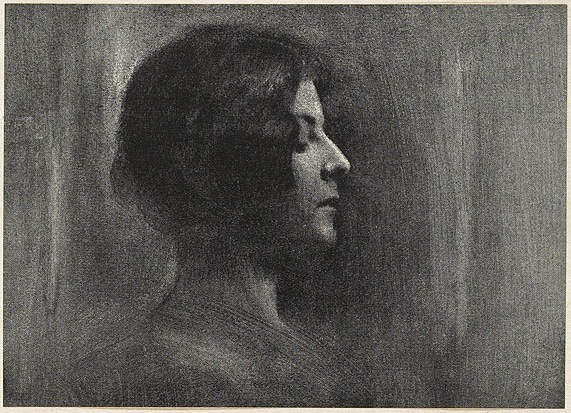
Severity, av Robert Demachy. Camera Work No 5, 1904

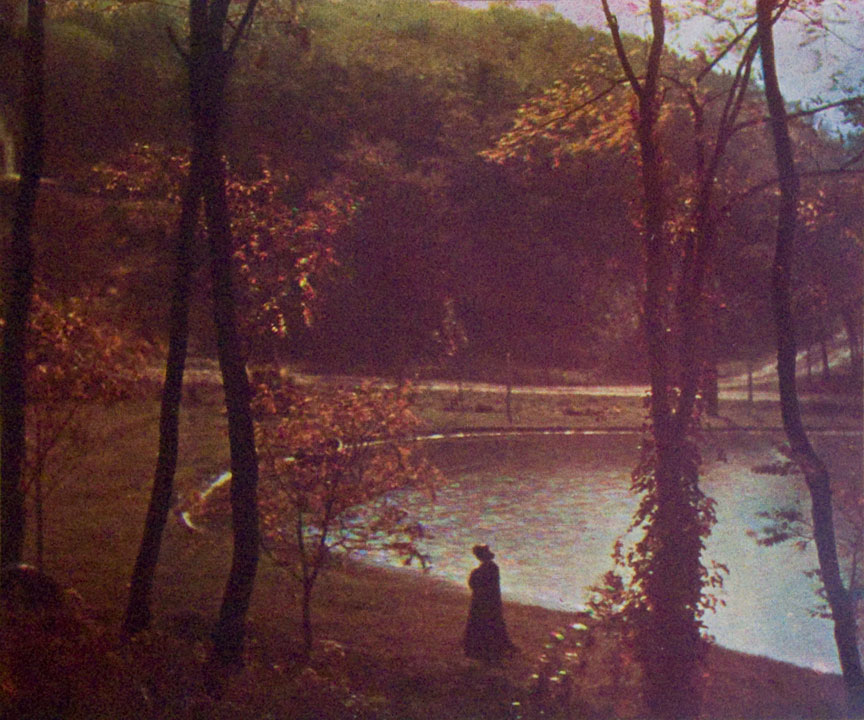
Experiment in Three-Color Photography, av Edward Steichen. Camera Work No 15, 1906

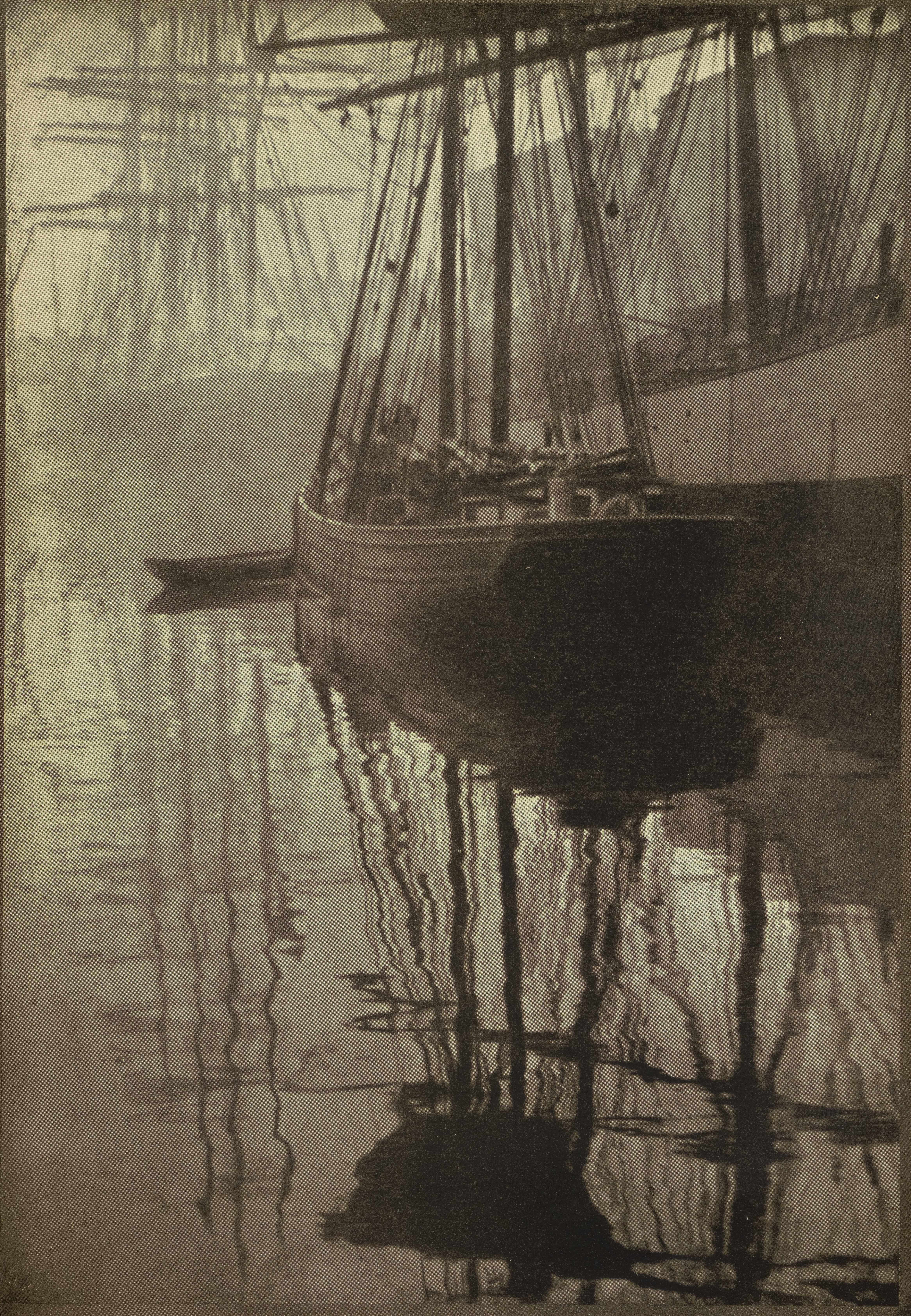
Spider-webs, av Alvin Langdon Coburn. Camera Work No 21, 1908

Camera Work var en fotografisk tidskrift som utkom kvartalsvis, publicerad av Alfred Stieglitz från 1903 till 1917. Den innehöll högkvalitativa fotogravyrer av några av de viktigaste fotograferna i världen, med målet att etablera fotografi som en konst.

## Bakgrund
I början av 1900-talet var Alfred Stieglitz den enskilt viktigaste figuren inom amerikansk fotografi. Stieglitz trodde att fotografiet inte bara är en källa till att dokumentera fakta eller ett verktyg för att kopiera målad konst utan ett nytt sätt att uttrycka och skapa (piktorialism).
Hans nära vänner och andra fotografer, ledda av Joseph Keiley, uppmuntrade honom att förverkliga sin dröm och publicera en ny tidning. Han kallade den nya tidskriften Camera Work, en hänvisning till en fras i hans prospektuttalande där han menade att särskilja konstnärliga fotografer som han själv från de gammaldags tekniker som han hade kämpat med i många år.
Stieglitz var redan från början fast besluten att Camera Work skulle vara den bästa publikationen för sin tid. Han bad Edward Steichen att designa omslaget, en enkel grågrön bakgrund med tidningens titel, erkännande av Stieglitz redaktionella kontroll och nummer och datum i ett typsnitt i Art Nouveau-stil skapat speciellt av Steichen för tidskriften.
Gravyrer producerades från fotografernas originalnegativ när det var möjligt eller ibland från originaltrycken. Om gravyren kom från ett negativ noterades detta faktum i den medföljande texten, och dessa gravyrer ansågs då vara originaltryck.
Innan det första numret ens var tryckt fick Stieglitz 68 prenumerationer på sin nya tidskrift. Stieglitz insisterade dock på att 1000 exemplar av varje nummer skulle tryckas oavsett antalet prenumerationer. För de två sista numren minskade han, under ekonomisk tvång, antalet till 500. Den årliga prenumerationsavgiften vid starten var 4 USD, eller 2 USD för enstaka nummer.
Det inledande numret av Camera Work daterades till januari 1903. Totalt kom 50 nummer av tidskriften ut, innan tidskriften lades ner 1917.
I nummer 48 presenterade Stieglitz arbetet av en ung fotograf, Paul Strand, vars fotografiska vision var ett tecken på de estetiska förändringarna som ligger bakom Camera Works bortgång. Strand undvek pictorialisternas mjuka fokus och symboliska innehåll och strävade i stället efter att skapa en ny vision som fann skönhet i vanliga föremåls tydliga linjer och former. Genom att ge ut Strands verk skyndade Stieglitz på slutet av den estetiska vision han så länge hade förespråkat.
Nio månader senare, i juni 1917, dök det upp som skulle bli det sista numret av Camera Work. Efter att ha publicerat det numret insåg Stieglitz att han inte längre hade råd att publicera Camera Work på grund av krigets effekt och förändringarna på konstscenen i New York. Han avslutade utan något formellt tillkännagivande eller meddelande.
När han lade ner tidskriften hade Stieglitz flera tusen osålda exemplar av Camera Work. Han sålde de flesta av dessa i lösvikt till en lumpsamlare, och resten gav han bort eller förstörde. Nästan alla kopior som finns kvar kommer från de ursprungliga prenumeranternas samlingar.

## Utgivningen
Hela upplagan av Camera Work består av femtiotre nummer, inklusive tre specialnummer (onumrerade). Tre av de numrerade numren var dubbelnummer (nr 34–35, 42–43 och 49–50), så endast femtio egentliga tidskrifter publicerades.
Den här artikeln är helt eller delvis baserad på material från engelskspråkiga Wikipedia.